# Meiosimyza stylata
Meiosimyza stylata är en tvåvingeart som beskrevs av Papp 1978. Meiosimyza stylata ingår i släktet Meiosimyza och familjen lövflugor. Inga underarter finns listade i Catalogue of Life.